# Mark Noble
Mark James Noble (sinh ngày 8 tháng 5 năm 1987)  là một cựu cầu thủ bóng đá chuyên nghiệp người Anh, từng chơi ở vị trí tiền vệ trung tâm và được nhớ đến nhiều trong thời gian thi đấu cho câu lạc bộ Anh West Ham United, trải qua mười tám năm gắn bó với câu lạc bộ. Anh ấy đã chơi gần như cả thời trẻ và đội một cho câu lạc bộ ngoại trừ hai lần cho mượn ngắn hạn tại Hull City và Ipswich Town vào năm 2006, khiến anh ấy có biệt danh là "Mr West Ham".
Noble đã chơi nhiều trận ở Premier League cho West Ham hơn bất kỳ cầu thủ nào khác, ngoài việc là cầu thủ phục vụ lâu nhất trong đội của họ vào cuối thời gian của anh ấy với câu lạc bộ khi anh ấy khoác áo đội một từ năm 2004. Anh đã có năm lần giành được giải Hammer of the Year của câu lạc bộ, cũng như được bầu chọn là Hammer of the Decade vào cuối những năm 2010. Noble đã chơi cho đội tuyển Anh ở các cấp độ U-16, U-17, U-18, U-19 và U-21. Anh ấy là đội trưởng của đội U-21, ghi ba bàn sau 20 trận.
Năm 2020, Noble được đánh giá là cầu thủ có tỷ lệ chuyển hóa thành bàn thắng từ chấm phạt đền cao thứ hai thế giới trong vòng 20 năm trở lại đây. Tỷ lệ chuyển đổi 90,5% của anh ấy chỉ kém tỷ lệ 91,1% của Robert Lewandowski.

## Thống kê sự nghiệp
| Câu lạc bộ          | Mùa giải            | Giải vô địch        | Giải vô địch | Giải vô địch | FA Cup | FA Cup | League Cup | League Cup | Khác | Khác | Tổng cộng | Tổng cộng |
| Câu lạc bộ          | Mùa giải            | Hạng đấu            | Trận         | Bàn          | Trận   | Bàn    | Trận       | Bàn        | Trận | Bàn  | Trận      | Bàn       |
| ------------------- | ------------------- | ------------------- | ------------ | ------------ | ------ | ------ | ---------- | ---------- | ---- | ---- | --------- | --------- |
| West Ham United     | 2004–05             | Championship        | 13           | 0            | 3      | 0      | 2          | 0          | 3    | 0    | 21        | 0         |
| West Ham United     | 2005–06             | Premier League      | 5            | 0            | 0      | 0      | 1          | 0          | —    | —    | 6         | 0         |
| West Ham United     | 2006–07             | Premier League      | 10           | 2            | 1      | 1      | 0          | 0          | 0    | 0    | 11        | 3         |
| West Ham United     | 2007–08             | Premier League      | 31           | 3            | 2      | 0      | 3          | 0          | —    | —    | 36        | 3         |
| West Ham United     | 2008–09             | Premier League      | 29           | 3            | 4      | 2      | 1          | 0          | —    | —    | 34        | 5         |
| West Ham United     | 2009–10             | Premier League      | 27           | 2            | 0      | 0      | 1          | 0          | —    | —    | 28        | 2         |
| West Ham United     | 2010–11             | Premier League      | 26           | 4            | 4      | 0      | 5          | 1          | —    | —    | 35        | 5         |
| West Ham United     | 2011–12             | Championship        | 45           | 8            | 0      | 0      | 0          | 0          | 3    | 0    | 48        | 8         |
| West Ham United     | 2012–13             | Premier League      | 28           | 4            | 1      | 0      | 1          | 0          | —    | —    | 30        | 4         |
| West Ham United     | 2013–14             | Premier League      | 38           | 3            | 0      | 0      | 1          | 0          | —    | —    | 39        | 3         |
| West Ham United     | 2014–15             | Premier League      | 28           | 2            | 4      | 0      | 1          | 0          | —    | —    | 33        | 2         |
| West Ham United     | 2015–16             | Premier League      | 37           | 7            | 5      | 0      | 1          | 0          | 3    | 0    | 46        | 7         |
| West Ham United     | 2016–17             | Premier League      | 30           | 3            | 1      | 0      | 1          | 0          | 3    | 2    | 35        | 5         |
| West Ham United     | 2017–18             | Premier League      | 29           | 4            | 1      | 0      | 3          | 0          | —    | —    | 33        | 4         |
| West Ham United     | 2018–19             | Premier League      | 31           | 5            | 1      | 0      | 0          | 0          | —    | —    | 32        | 5         |
| West Ham United     | 2019–20             | Premier League      | 33           | 4            | 2      | 0      | 1          | 0          | —    | —    | 35        | 4         |
| West Ham United     | 2020–21             | Premier League      | 21           | 0            | 3      | 0      | 1          | 0          | —    | —    | 25        | 0         |
| West Ham United     | 2021–22             | Premier League      | 11           | 1            | 1      | 0      | 2          | 0          | 9    | 1    | 23        | 2         |
| West Ham United     | Tổng cộng           | Tổng cộng           | 472          | 55           | 32     | 3      | 25         | 1          | 21   | 3    | 550       | 62        |
| Hull City (mượn)    | 2005–06             | Championship        | 5            | 0            | 0      | 0      | 0          | 0          | —    | —    | 5         | 0         |
| Ipswich Town (mượn) | 2006–07             | Championship        | 13           | 1            | 0      | 0      | 0          | 0          | —    | —    | 13        | 1         |
| Tổng cộng sự nghiệp | Tổng cộng sự nghiệp | Tổng cộng sự nghiệp | 490          | 56           | 32     | 3      | 25         | 1          | 21   | 3    | 568       | 63        |

1. 1 2  Ra sân tại Championship play-offs
2. 1 2 3  Ra sân tại UEFA Europa League

## Danh hiệu

### Câu lạc bộ

#### West Ham United
- Football League Championship Vòng play-offs Football League Championship (2): 2004–05, 2011–12

### Cá nhân
- Championship PFA Team of the Year (1): 2011–12[26]
- Hammer of the Year (2): 2011–12, 2013–14